# بريدة (الأغواط)
 بريدة بلدية من بلديات ولاية الأغواط ال 24 تقع بلدية بريدة في الشمال الغربي لولاية الأغواط في حدود ولاية البيض حيث تبعد على مقر الولاية بحوالي 170كلم. يبلغ تعداد السكان بها حوالي 7060نسمة موزعين على شكل تجمعات سكانية ريفية هي على النحو التالي: تملاكت، لسهاو، عين البطمة، الحيمر، الجلال.بالإضافة لعين الشفاية الثابعة إلى.بريد القديمة التي تتميز بماء عذب

## جغرافيا

### موقع
|       | قلتة سيدي سعد |              |
| سبقاق | إسم ؟         | الحاج المشري |
| سبقاق | تاويالة       | ولاية البيض  |

## الإقتصاد
تعرف هذه البلدية بكونها منطقة رعوية يميزها مناخ بارد شتاء ومعتدل صيفا. تعد منطقة سهبية رعوية يعتمد أغلب سكانها على تربية المواشي إضافة إلى بعض النشاطات الفلاحية كالموجودة في تملاكت، بريدة القديمة بربر.

## التعليم
كما تتميز بوجود عدد كبير لمدارس تعليم القرآن الكتاتيب حيث يزاول بها الدراسة أكثر من 400 طالب وطالبة منهم من ختم القرآن ومنهم أئمة مساجد ومعلمي قرآن.
تم مؤخرا افتتاح المركب الرياضي الجواري الذي يعد لبنة ثقافية ورياضية جديدة للمدينة لما يقدمه من انشطة

## مجتمع مدني
كما يوجد بالدائرة فوج الأخوة للكشافة الإسلامية الجزائرية الذي يعد من أنشط وأبرز افواج الولاية حيث مثل الدائرة والولاية والجزائر في عدة محافل دولية كالسعودية والأردن وتونس ومصر وليبيا وبريطانيا كل سنة يقيم مخيمه الصبفي على شواطئ الغرب الجزائري كما يقوم بعدة أعمال ونشاطات ثقافية ورياضية بالمنطقة بالإضافة إلى الأعمال الخيرية.

## وصلة خارجية
- بلديـة بريدة